# 金实蘧
金实蘧（1916年—1990年3月27日），曾用名金鹏举、靳石足，山东省济南市人。第六届、第七届全国政协委员。

## 生平
1936年参加革命，任中华民族解放先锋队全国总队部训练干事。1937年加入中国共产党。任鲁西北游击队营教导员、延安中共中央研究院研究员。
抗战胜利后赴东北，任中共旅大区党委秘书长。
1949年后任四野南下工作团副团长、武汉市军事管制委员会物质接管部工业处副处长兼石灰窑工业特区特派员、中共石灰窑工业特区区委副书记、中共湖北大冶特区委员会副书记。
1950年任中南军政委员会燃料工业管理局党委书记。中央燃料工业部生产技术司代司长、电力工业部技术司司长、水利电力部技术委员会第一副主任、电力工业部科技司司长兼核电局长。主持制定了中国第一部电力工业技术管理法规，1979年10月至1981年5月组织完成了中国第一座核电站的可行性论证报告。